# 비영리회계
비영리회계(非營利會計, non-profitorganization accounting)란 정부, 각종 기금, 비영리단체 등 특수한 기관의 회계를 다루는 분야를 말한다. 일반적인 기업에서 하는 영리목적의 영리회계와는 반대되는 개념이다.

## 종류
- 정부회계(governmental accounting): 정부실체는 관할 영역내의 주민에 봉사하는데 한정, 어떤 경우는 영리동기를 가지며(예: 전매수입), 재무자원을 강제 조달하고 그 활동에 있어 대부분 법률에 영향을 받음.
  - 중앙정부회계
  - 지방정부회계
- 비영리조직회계(accounting for nonprofit organization): 전체 사회를 대상으로 서비스를 제공하고 본래 영리동기가 없으며, 그 수입은 시민에 의하여 자발적으로 조달되고 법률이 아닌 일반적 예산에 의해 통제받음.
  - 병원회계(대학병원회계)
  - 학교회계(대학회계)
  - 자발적 보건복지단체회계
  - 기타의 비영리조직회계: 시민단체, 자선단체, 도서관, 박물관·미술관, 기타 문화단체, 정당, 사설 및 지역재단, 전문직단체, 공영방송국, 연구단체 및 과학단체, 협회, 교회 등

## 같이 보기
- 기금회계